# Türkiye 1. Basketbol Ligi 1969-1970
La Türkiye 1. Basketbol Ligi 1969-1970 è stata la 4ª edizione del massimo campionato turco di pallacanestro maschile. La vittoria finale è stata ad appannaggio dell'İTÜ Istanbul.

## Risultati

### Stagione regolare
|     | Squadra      | G  | V  | N | P  | PF | PS | Pt. | Qualificazione     |
| --- | ------------ | -- | -- | - | -- | -- | -- | --- | ------------------ |
| 1.  | İTÜ Istanbul | 22 | 20 | 0 | 2  |    |    | 62  |                    |
| 2.  | Fenerbahçe   | 22 | 17 | 1 | 4  |    |    | 57  |                    |
| 3.  | Muhafızgücü  | 22 | 16 | 2 | 4  |    |    | 56  |                    |
| 4.  | Kolejliler   | 22 | 16 | 0 | 6  |    |    | 54  |                    |
| 5.  | Beşiktaş     | 22 | 16 | 0 | 6  |    |    | 54  |                    |
| 6.  | Galatasaray  | 22 | 13 | 2 | 7  |    |    | 50  |                    |
| 7.  | PTT İstanbul | 22 | 9  | 0 | 13 |    |    | 40  |                    |
| 8.  | Modaspor     | 22 | 6  | 1 | 15 |    |    | 35  |                    |
| 9.  | Ankara DSİ   | 22 | 6  | 1 | 15 |    |    | 35  |                    |
| 10. | Altınordu    | 22 | 4  | 0 | 18 |    |    | 30  |                    |
| 11. | Altay        | 22 | 3  | 1 | 18 |    |    | 28  |                    |
| 12. | Karagücü     | 22 | 2  | 0 | 20 |    |    | 26  | retrocesso in TBL2 |

| Türkiye 1. Basketbol Ligi 1969-1970 |
| ----------------------------------- |
| İTÜ Istanbul 2º titolo              |

## Formazione vincitrice
| N° | Naz.                  | Ruolo | Sportivo          |  | Alt. |  |
| -- | --------------------- | ----- | ----------------- |  | ---- |  |
|    | Turchia (bandiera)    |       | Hüseyin Alp       |  |      |  |
|    | Turchia (bandiera)    |       | Nurhan Balyozoğlu |  |      |  |
|    | Turchia (bandiera)    |       | Öner Birol        |  |      |  |
|    | Turchia (bandiera)    |       | Nurettin Elik     |  |      |  |
|    | Turchia (bandiera)    |       | Kemal Erdenay     |  |      |  |
|    | Turchia (bandiera)    |       | Reşat Güney       |  |      |  |
|    | Turchia (bandiera)    |       | Cihat İlkbaşaran  |  |      |  |
|    | Turchia (bandiera)    |       | Mahmut Layık      |  |      |  |
|    | Jugoslavia (bandiera) |       | Miodrag Nikolić   |  |      |  |
|    | Turchia (bandiera)    |       | Mustafa Özoran    |  |      |  |
|    | Turchia (bandiera)    |       | Nuri Tan          |  |      |  |
|    | Turchia (bandiera)    |       | Şükrü Tek         |  |      |  |
|    | Turchia (bandiera)    | All.  | Mehmet Baturalp   |  |      |  |